# Plectrocerum spinicorne
Plectrocerum spinicorne är en skalbaggsart som först beskrevs av Olivier 1795.  Plectrocerum spinicorne ingår i släktet Plectrocerum och familjen långhorningar.
Artens utbredningsområde är:
- Bahamas.
- Haiti.

Inga underarter finns listade i Catalogue of Life.